# Molse stadsbus
Het Molse stadsbusnet wordt geëxploiteerd door exploitant VBM in opdracht van de De Lijn, entiteit "Antwerpen". Het stadsbusnetwerk kent anno 2017 twee stadslijnen. Het belangrijkste knooppunt van het stadsnet is Station Mol.
Het stadsbusnetwerk werd op 1 september 2015 gestart, nadat de belbuslijnen een groot succes waren en aan vervanging waren.

## Wagenpark
Het Molse stadsnet wordt integraal bediend door bussen uit het contract 1004. In eerste instantie werden hiervoor VDL MidCity bussen gebruikt die daarvoor al korte tijd dienstdeden op de belbus-lijnen. Vanwege de populariteit waren de MidCity bussen te klein en op 1 september 2016 werden deze bussen vervangen door Van Hool newA309 bussen welke afkomstig waren van zusterbedrijf B&C.

### Huidig wagenpark
De volgende bussen doen anno 2017 dienst op het stadsnet.
| Serie         | Aantal | Fabrikant | Type             | Opmerking                                                        |
| ------------- | ------ | --------- | ---------------- | ---------------------------------------------------------------- |
| 100407-100410 | 4      | Van Hool  | Van Hool newA309 | Voormalig B&C 105862, 105767, 105768 en 105871 (in die volgorde) |

### Voormalig wagenpark
De volgende bussen deden anno 2017 dienst op het stadsnet, maar zijn tegenwoordig buiten dienst.
| Serie         | Aantal | Fabrikant       | Type    | Opmerking |
| ------------- | ------ | --------------- | ------- | --------- |
| 100405-100406 | 4      | VDL Bus & Coach | Midcity |           |

## Lijnenoverzicht
Anno 2017 zijn er twee stadslijnen. Hieronder een tabel met de huidige stadslijnen die overdag rijden.
| Lijn | Traject                                 | Frequentie | Voornaamste haltes |
| ---- | --------------------------------------- | ---------- | --- |
| 1    | Mol - Ginderbuiten - Sluis - Rauw       | 60’        | Sportcentrum Den Uyt, Rozenbergschool, Gemeenschapsschool, Station, Ginderbuiten Kerk, Boerestraat, Zilvermeer, Ecocentrum, Sun Parks 1, Rauw, Rauw Kerk |
| 2    | Achterbos - Mol - Millegem - Europawijk | 60’        | VITO-IRMM, SCK•CEN Europaschool, Millegem Kerk, Martelarenstraat, Station, Beukenbosstraat, Dungendijk, Brandkuilstraat, Achterbos Kerk                  |